# گرت ادواردز
گرِت جیمز ادواردز (انگلیسی: Gareth James Edwards؛ زادهٔ ۱۳ ژوئیهٔ ۱۹۷۵) کارگردان و فیلم‌نامه‌نویس بریتانیایی است. او برای هیولاها (۲۰۱۰)، فیلم مستقلی که در آن به عنوان نویسنده، کارگردان، فیلم‌بردار و هنرمند جلوه‌های بصری فعالیت می‌کرد، شناخته شد. او سپس فیلم ماجراجویی با بودجه کلان گودزیلا (۲۰۱۴) و فیلم‌های علمی تخیلی روگ وان (۲۰۱۶) و آفریننده (۲۰۲۳) را کارگردانی کرد.

## فیلم‌شناسی
| سال  | عنوان                      | کارگردان | نویسنده | توضیحات                                      |
| ---- | -------------------------- | -------- | ------- | -------------------------------------------- |
| ۲۰۰۸ | کارخانهٔ کارخانه            | آری      | آری     | فیلم کوتاه؛ همچنین فیلم‌بردار و تدوین‌گر       |
| ۲۰۱۰ | هیولاها                    | آری      | آری     | همچنین مدیر عکاسی، جلوه‌های بصری و طراح تولید |
| ۲۰۱۴ | گودزیلا                    | آری      | نه      |                                              |
| ۲۰۱۶ | روگ وان                    | آری      | نه      | همچنین حضور کوتاه در نقش سرباز               |
| ۲۰۲۳ | آفریننده                   | آری      | آری     |                                              |
| ۲۰۲۵ | فیلم بی‌عنوان دنیای ژوراسیک | آری      | نه      | [ ۴ ]                                        |

### بازیگر
- جنگ ستارگان: آخرین جدای (۲۰۱۷؛ حضور کوتاه)